# Walter Langley

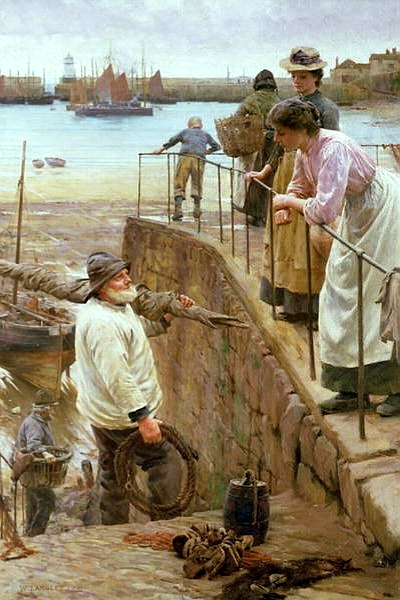
Tra le Maree (Between The Tides)

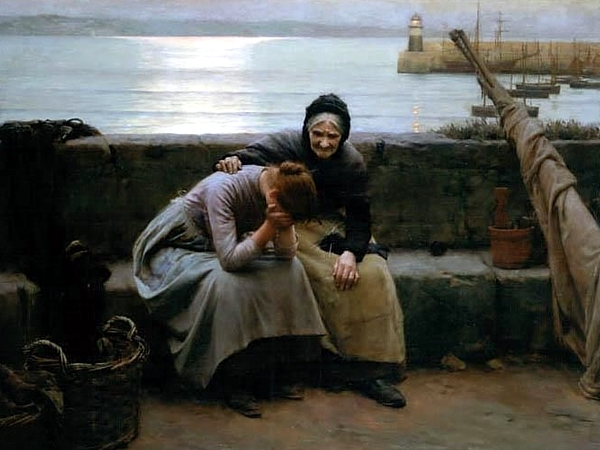
Never Morning Wore To Evening

Walter Langley (Birmingham, 8 giugno 1852 – Penzance, 21 marzo 1922) è stato un pittore inglese fondatore della scuola di Newlyn di pittori en plein air.

## Biografia
Politicamente tendente a sinistra per la sua epoca, è famoso per il suo realismo nelle rappresentazioni della classe lavoratrice, in particolare dei pescatori e delle loro famiglie
Sebbene sia stato il primo ad insediarsi nella colonia di artisti a Newlyn (Cornovaglia), Langley inizialmente beneficò poco della sua crescente fama: un po' perché aveva umili origini e un po' perché usare acquerelli piuttosto che la più prestigiosa tecnica ad olio.
Più tardi la sua carriera e la sua fama crebbero. Uno dei dipinti di Langley fu definito da Lev Tolstoj nel suo libro Che cos'è l'arte? come "una bella e sincera opera d'arte". 
Nel 1895 fu invitato alla galleria degli Uffizi per contribuire con un autoritratto da appendere vicino a quelli di Raffaello, Rubens e Rembrandt nella collezione di ritratti dei grandi artisti.
Oggi il suo lavoro è considerato "vitale per l'immagine della scuola di Newlyn" e "insieme a Stanhope Forbes ...il più consistente in stile e sostanza nella produzione..